# Tlaga (Punggelan)
Tlaga is een bestuurslaag in het regentschap Banjarnegara van de provincie Midden-Java, Indonesië. Tlaga telt 4539 inwoners (volkstelling 2010).